# Argumento cosmológico Kalam
O argumento cosmológico Kalam ou Kalam cosmológico, é uma formulação moderna do argumento cosmológico para a existência de Deus. Seu nome é uma homenagem ao Kalam (escolástica islâmica medieval), de onde muitas de suas ideias-chave se originaram. O filósofo e teólogo William Lane Craig foi o principal responsável por revitalizar essas ideias para o discurso acadêmico moderno por meio de seu livro The Kalām Cosmological Argument (1979), bem como outras publicações.
A tese central do argumento é a impossibilidade metafísica de um universo temporalmente infinito e de infinitos reais existir no mundo real, atribuída por Craig ao filósofo escolástico muçulmano persa do século XI, Algazali. Essa característica o distingue de outros argumentos cosmológicos, como a Segunda Via de Aquino, que se baseia na impossibilidade de uma regressão infinita causalmente ordenada, e os de Leibniz e Samuel Clarke, que se referem ao princípio de razão suficiente.
Desde a publicação original de Craig, o argumento cosmológico Kalam tem provocado debates públicos entre Craig e Graham Oppy, Adolf Grünbaum, J. L. Mackie e Quentin Smith, e tem sido usado na apologética cristã. De acordo com Michael Martin, os argumentos cosmológicos apresentados por Craig, Bruce Reichenbach e Richard Swinburne estão "entre os mais sofisticados e bem argumentados da filosofia teológica contemporânea".

## Principais premissas
1. Tudo o que começa a existir, tem uma causa.
2. O universo começou a existir.
3. A causa do universo existir, é Deus.

## Críticas
Embora tenha o mérito de buscar a conciliação entre religião e ciência, o argumento cosmológico Kalam recebeu várias críticas: